# لامپ لاوا

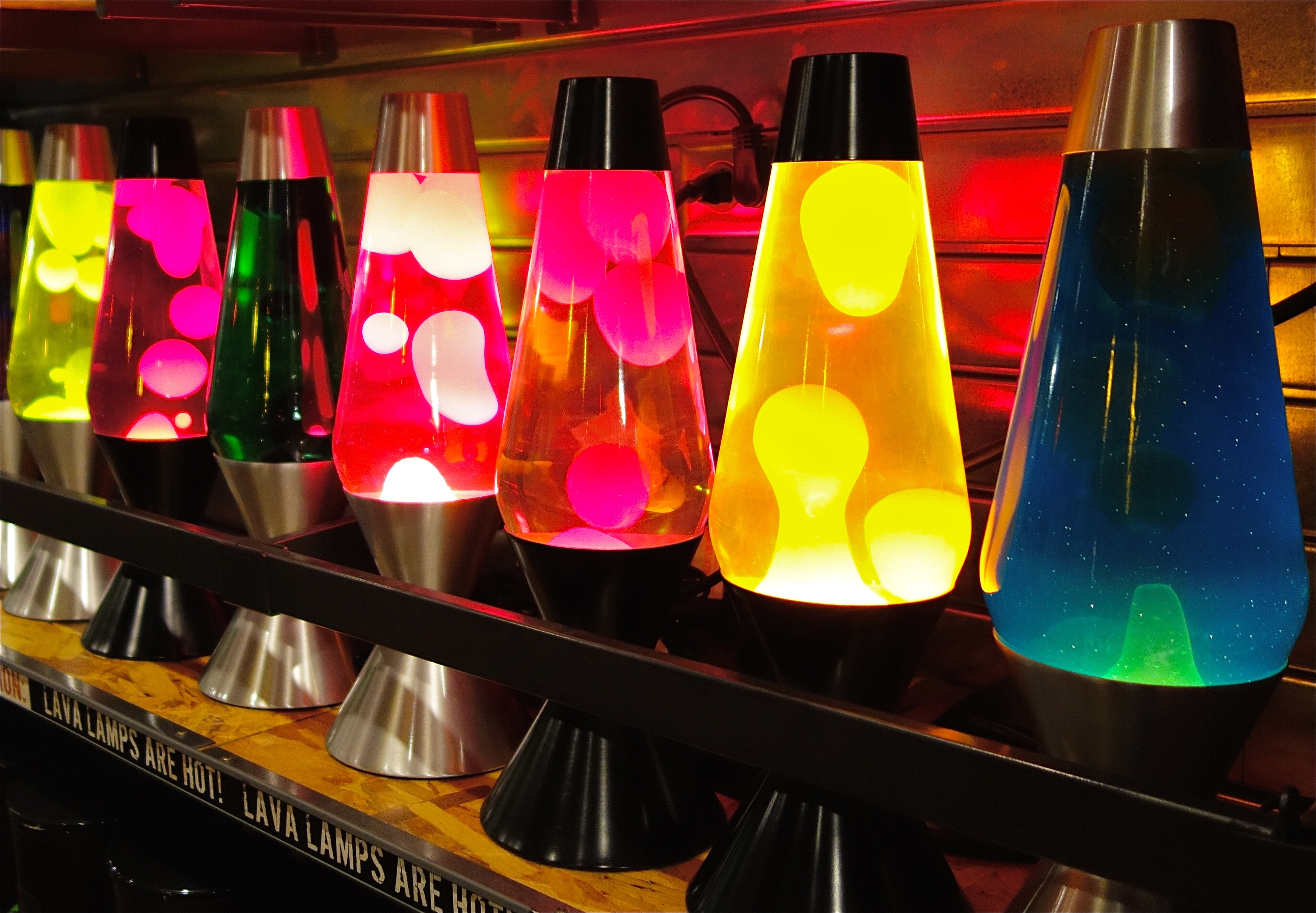
لامپ‌های لاوا

لامپ لاوا (انگلیسی: Lava lamp) یک لامپ تزئینی است که از یک مایع شفاف (معمولا آب) و موم رنگی تشکیل شده‌است که توسط یک لامپ رشته‌ای گرم می‌شود. گرمای لامپ باعث می‌شود که موم منبسط شود و تا بالای لامپ بالا برود و گلبول‌های موم مسحورکننده‌ای را ایجاد کند که شناور می‌شوند و در نهایت دوباره فرومی‌روند. این لامپ توسط کارآفرین بریتانیایی ادوارد کریون واکر در سال ۱۹۶۳ اختراع شد و به سرعت در دهه‌های ۱۹۶۰ و ۷۰ به یک کالای تزئینی محبوب تبدیل شد. امروزه لامپ‌های گدازه‌ای همچنان محبوب هستند و در رنگ‌ها و طرح‌های متنوعی عرضه می‌شوند.